# Bernhard Berliner
Bernhard Berliner (manchmal auch Bernhardt Berliner, geboren 23. März 1885 in Hannover; gestorben 26. November 1976 in San Francisco, Kalifornien) war ein deutsch-US-amerikanischer Mediziner, Psychologe und Neurologe.

## Leben
Berliner wuchs in Hannover auf. Ab 1903 besuchte er die Universität Leipzig, wo er 1907 in Philosophie und Psychologie promovierte. Bis 1909 studierte er Medizin an der Albert-Ludwigs-Universität Freiburg, in München widmete er sich Studien der Psychiatrie unter Emil Kraepelin.
Von 1910 bis 1914 war Berliner Assistent des Neurologen Hermann Oppenheim an der Klinik für Nervenkrankheiten in Berlin. Bis auf die Zeit des Ersten Weltkrieges, in der Berliner als Allgemeinmediziner und Psychologe tätig war, praktizierte er privat von 1912 bis 1936 in Berlin als Neuropsychologe. Aufgrund der politischen Entwicklung, die sich für den jüdischstämmigen Berliner als immer unsicherer gestaltete, entschloss er sich 1935 zusammen mit seiner Ehefrau und seiner Tochter zur Emigration in die USA.
Am 23. März 1936 traf die Familie dann in San Francisco ein. Nachdem Berliner erste berufliche Kontakte knüpfen konnte, gründete sich im Jahre 1936 The Psychoanalytic Study Group of San Francisco mit Berliner als Präsident. Diese Vereinigung wurde jedoch bereits kurze Zeit später wieder aufgelöst. Berliner war danach u. a. maßgeblich an der Gründung der San Francisco Psychoanalytic Institute and Society (SFPI&S) beteiligt.
Heute verbindet man Berliner meist mit dem von ihm entwickelten und 1910 erstmals vorgestellten gleichnamigen Reflexhammer.

## Schriften
- Ein neuer Hammer zum Prüfen der Sehnenreflexe. In: Deutsche med. Wochenschrift. 36, Nr. 33, 1910, 1532.